# Sattar Seyd
Pour les articles homonymes, voir Seid.
Seyed Sattar Seyd (en persan : سید ستار صید), né le 26 décembre 1987 à Téhéran, est un fondeur iranien.

## Biographie
Courant au niveau international depuis 2007, il prend part à trois éditions des Jeux olympiques en 2010 à Vancouver, 2014 à Sotchi et 2018 à Pyeongchang, où il obtient son meilleur résultat avec une 73e place au sprint. Son principal succès est sa médaille d'argent obtenue avec le relais de ski d'orientation aux Jeux asiatiques d'hiver de 2011.
Il dispute aussi six éditions des Championnats du monde en 2011 et 2021, terminant au mieux 76e du quinze kilomètres en 2017 à Lahti.
Il compte deux départs en Coupe du monde en février 2014.

## Palmarès

### Jeux olympiques
| Épreuve / Édition   | Sprint                           | Sprint                           | 15 km                            | 15 km                            | Skiathlon 2 × 15 km | 50 km | Relais | Relais    |
| Épreuve / Édition   | libre                            | classique                        | libre                            | classique                        | Skiathlon 2 × 15 km | 50 km | Sprint | 4 × 10 km |
| JO 2010 Vancouver   | Épreuve inexistante à cette date | -                                | 89e                              | Épreuve inexistante à cette date | -                   | -     | -      | —         |
| JO 2014 Sotchi      | -                                | Épreuve inexistante à cette date | Épreuve inexistante à cette date | 79e                              | -                   | -     | -      | —         |
| JO 2018 Pyeongchang | Épreuve inexistante à cette date | 73e                              | 87e                              | Épreuve inexistante à cette date | -                   | -     | -      | —         |

Légende :
- : pas d'épreuve
- — : non disputée par Seid

### Championnats du monde
| Épreuve / Édition           | Sprint                           | Sprint                           | 15 km                            | 15 km                            | Skiathlon 2 × 15 km | 50 km | Relais | Relais    |
| Épreuve / Édition           | libre                            | classique                        | libre                            | classique                        | Skiathlon 2 × 15 km | 50 km | Sprint | 4 × 10 km |
| Mondiaux 2011 Oslo          | 103e                             | Épreuve inexistante à cette date | Épreuve inexistante à cette date | 85e                              | -                   | -     | -      | -         |
| Mondiaux 2013 val di Fiemme | Épreuve inexistante à cette date | 98e                              | -                                | Épreuve inexistante à cette date | -                   | -     | —      | -         |
| Mondiaux 2015 Falun         | Épreuve inexistante à cette date | 94e                              | 80e                              | Épreuve inexistante à cette date | DNS                 | -     | —      | -         |
| Mondiaux 2017 Lahti         | 106e                             | Épreuve inexistante à cette date | Épreuve inexistante à cette date | 76e                              | -                   | -     | -      | -         |
| Mondiaux 2019 Seefeld       | 114e                             | Épreuve inexistante à cette date | Épreuve inexistante à cette date | 86e                              | -                   | -     | -      | -         |
| Mondiaux 2021 Oberstdorf    | Épreuve inexistante à cette date | 107e                             | 108e                             | Épreuve inexistante à cette date | -                   | -     | —      | -         |

Légende :
- : pas d'épreuve
- — : non disputée par Seid
- DNS : inscrit, mais pas au départ

### Jeux asiatiques
- Almaty / Astana 2011 :
  -  Médaille d'argent en relais d'orientation à ski.